# ECH (ヘルメット)

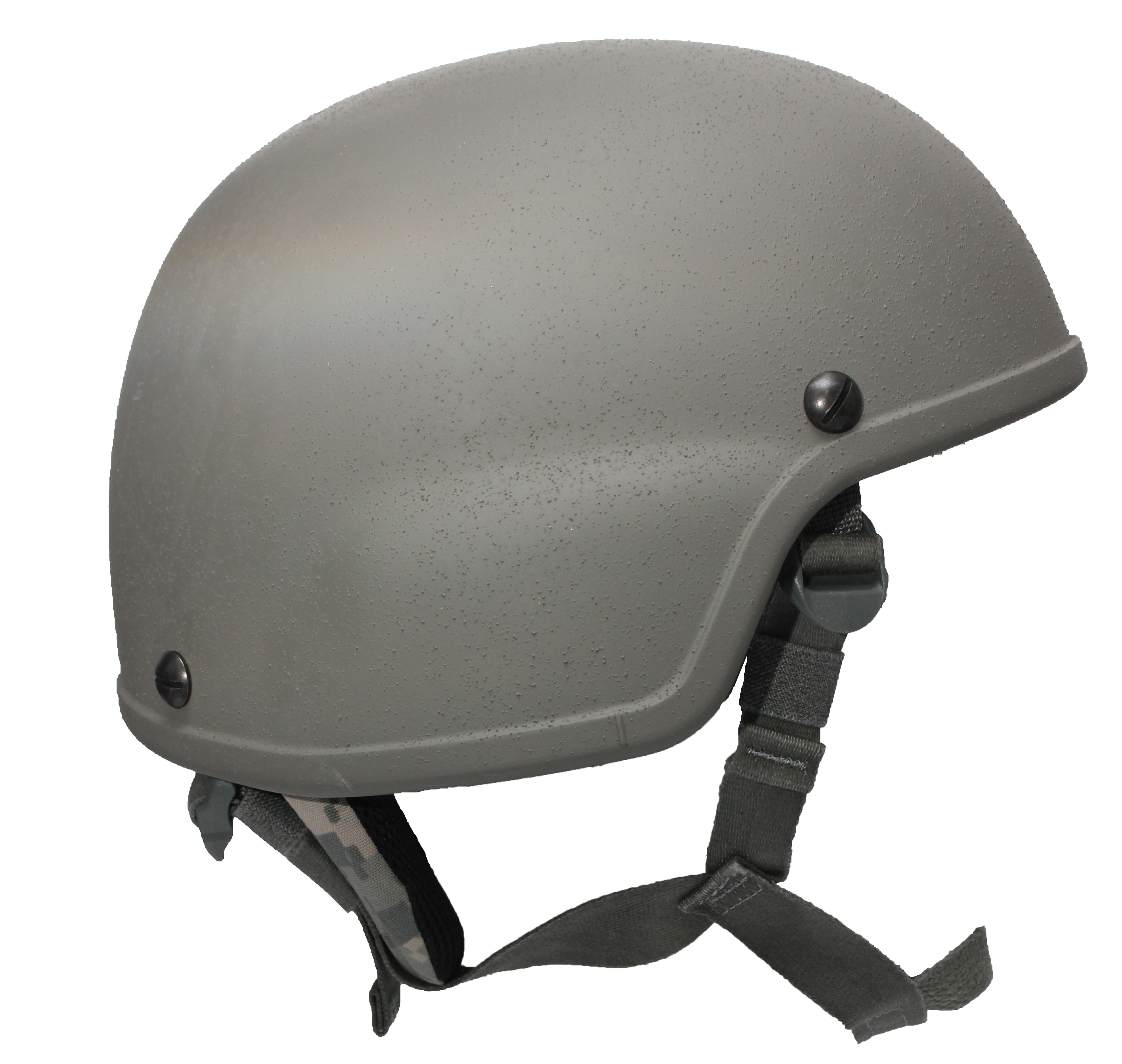
ECHの試作品

ECH (Enhanced Combat Helmet、強化型戦闘ヘルメット)は、アメリカ海兵隊によって開発された戦闘用ヘルメット。
2011年末よりアメリカ陸軍制式採用のACHとアメリカ海軍・アメリカ海兵隊制式採用のLWHから本装備への更新が進められていた。
2019年より本装備から後継のIHPSへの更新が進められている。

## 概要
ECHヘルメットのデザインは、材質の厚さが増しているものの、それ以外はACHと非常に良く似ており、内装のクッションパッドや4点式顎紐（ヘルメットとの連結箇所が4箇所で安定性が高い）、迷彩カバーなどは従来のものがそのまま使用できる。
従来のヘルメットとの大きな違いは、素材に鋼鉄やケブラーではなく、超高分子量ポリエチレンを採用したことで、これにより軽量化と防護能力の向上に成功している。従来のヘルメットでは拳銃弾や砲弾・爆弾の破片に対して有効な反面、貫通力の高い小銃弾に対してはほぼ無力だったが、ECHは小銃弾を阻止することができる。
単価は600USドルでACHの約2倍。計画では、陸軍が20万個、海兵隊が3万8,500個、海軍が6,700個の購入を予定している。